# Sione Jongstra
Sione Jongstra (Ruinen, 5 februari 1976) is een Nederlandse triatlete en duatlete uit Leerdam. Ook neemt zij regelmatig deel aan atletiekwedstrijden.
In 2003 en 2006 werd Jongstra Nederlands kampioene lange afstand in Stein. Daarnaast is ze viervoudig Nederlands kampioene middenafstand en Nederlands kampioene duatlon.
Sione Jongstra studeerde internationale business aan de universiteit van Auckland.

## Titels
- Nederlands kampioene triatlon op de lange afstand: 2003, 2006
- Nederlands kampioene triatlon op de middenafstand: 2002, 2004, 2005, 2006, 2014
- Nederlands kampioene duatlon: 2002
- Nederlands kampioene wintertriatlon: 2011

## Persoonlijke records atletiek
Weg
| Onderdeel      | Prestatie | Datum         | Plaats |
| -------------- | --------- | ------------- | ------ |
| 10 km          | 37.12     | 19 maart 2005 | Emmen  |
| 15 km          | 58.28 *   | 9 april 2007  | Boxtel |
| halve marathon | 1:24.32   | 4 maart 2007  | Drunen |

* Prestatie werd geleverd op niet gecertificeerd parcours

## Prestaties

### Triatlon
- 2001:  NK middenafstand in Nieuwkoop - 4:33.25
- 2002:  NK middenafstand in Nieuwkoop - 4:25.37
- 2002: 8e WK lange afstand in Nice - 7:32.27
- 2003:  NK lange afstand in Stein - 6:21.05
- 2003:  EK lange afstand in Fredericia - 6:43.37
- 2003:  WK lange afstand op Ibiza - 6:30.54
- 2004:  NK middenafstand in Nieuwkoop - 4:16.12
- 2004:  WK lange afstand in Säter - 6:43.30
- 2004: 8e Ironman New Zealand - 10:02.06
- 2004:  triatlon in Knokke
- 2005:  NK middenafstand in Nieuwkoop - 4:13.47
- 2005: 4e halve Ironman Saint Croix
- 2006:  NK middenafstand in Nieuwkoop - 4:17.38
- 2006:  NK lange afstand in Stein - 5:42.48
- 2006: 12e EK lange afstand in Almere - 6:37.02
- 2006:  Triatlon van Veenendaal - 2:12.11
- 2006: 9e Ironman Florida - 10:01.19
- 2007:  Ironman Lanzarote - 10:14.02
- 2007: 5e Ironman 70.3 Monaco - 4:56.51
- 2007: 18e Ironman Hawaï - 9:55.33
- 2008: 63e overall Ironman Arizona - 10:05.58
- 2008: 85e overall Ironman 70.3 Florida - 4:43.53
- 2013:  NK olympische afstand in Veenendaal - 2:05.00
- 2014:  NK midden afstand in Didam - 4:03.35
- 2014:  NK olympische afstand in Weert - 2:06.29

### Wintertriatlon
- 2003:  NK in Assen - 3:02.28
- 2011:  NK in Assen - 1:25.49

### Duatlon
- 2002:  NK in Soesterberg - 2:02.56
- 2004:  duatlon van Assen

### Atletiek
- 2002:  Halve marathon in Eupen
- 2005:  10 km in Veendam

### Tijdrijden
- 2006  SKITS Monstertijdrit (16e overall) - 3:34:45